# Dagmar Neubauer
Dagmar Rübsam-Neubauer, nemška atletinja, * 3. junij 1962, Suhl, Vzhodna Nemčija.
Nastopila je na poletnih olimpijskih igrah leta 1988 ter osvojila bronasto medaljo v štafeti 4x400 m, v teku na 400 m se je uvrstila v polfinale. Na svetovnih prvenstvih je osvojila dva naslova prvakinje v štafeti 4x400 m v letih 1983 in 1987, na evropskih prvenstvih naslov prvakinje v isti disciplini leta 1982, na evropskih dvoranskih prvenstvih pa dve srebrni in bronasto medaljo v teku na 400 m. Dvakrat je z vzhodnonemško štafeto postavila svetovni rekord v štafeti 4 x 400 m, v letih 1982 in 1984. 